# 便雅悯

便雅悯支派的象征

便雅悯（希伯來語：בִּנְיָמִין / Benyāmîn），天主教典籍翻譯為本雅明，是雅各和拉结的小儿子（创世记35:18）。
便雅悯出生在从伯特利到以法他的路上，以法他就是伯利恒。拉结生他的时候难产而死，死前给她儿子起名叫便俄尼，意思是「忧患之子」；他父亲却给他起名叫便雅悯，意思是「右手之子」（创世记35:15-18）。他的后代就是便雅悯支派（创世记49:27; 申命记33:12; 约书亚记18:21）。
便雅悯有10个儿子（创世记46:21）。
雅各临终前给他的预言是："便雅悯是个撕掠的狼，早晨吃他所掠夺的，晚上分他所掳获的（创世记49:27）。
摩西的祝福是：「论便雅悯说，耶和华所亲爱的，必在耶和华旁边安然居住；耶和华必终日遮蔽他，也住在他两肩之中。」（申命记33:12）
便雅悯支派分得的土地北面是以法莲，东面到约旦河，西面是但支派，南面是犹大。
犹太人的第一个王掃羅，就是出自于便雅悯支派。末底改、使徒保羅（本名也叫掃羅）也是出自于便雅悯支派。
在士师时代便雅悯支派以弓箭手和投石器者著称（撒母耳记上20:20,36；撒母耳记下1:22；历代志上8:40；12:2；士师记20:16）。